# Éclats d'enfance
Pour plus de détails, voir Fiche technique et Distribution.
Éclats d'enfance (A House Made of Splinters) est un film danois réalisé par Simon Lereng Wilmont, sorti en 2022.

## Synopsis
Lors de l'invasion de l'Ukraine par la Russie, des enfants séparés de leur famille ou orphelins sont recueillis dans des foyers.

## Fiche technique
- Titre : Éclats d'enfance
- Titre original : A House Made of Splinters
- Réalisation : Simon Lereng Wilmont
- Musique : Uno Helmersson
- Photographie : Simon Lereng Wilmont
- Montage : Michael Aaglund
- Production : Monica Hellstrøm
- Société de production : Final Cut for Real, Story, Donkey Hotel, Moon Man, Arte et BBC Storyville
- Pays :  Danemark,  Ukraine,  Suède,  Allemagne et  Finlande
- Genre : Documentaire
- Durée : 87 minutes
- Dates de sortie : 
  - États-Unis : 23 janvier 2022 (Festival du film de Sundance)

## Distinctions
Le film a été nommé à l'Oscar du meilleur film documentaire.
Prix Média Enfance Majuscule 2024, catégorie Documentaire tourné à l'étranger